# Наше майбутнє (фонд)
Фонд регіональних соціальних програм «Наше майбутнє» — некомерційна організація, яка декларує своєю метою розвиток соціального підприємництва в Росії. Фонд заснований в 2007 році президентом і співвласником нафтової компанії «Лукойл» Вагітом Алекперовим. Штаб-квартира розташована в Москві. Директор фонду — Наталія Звєрєва.
Станом на жовтень 2021 року фонд, за власними даними, надав підтримку 312 проектів соціального підприємництва, які розташовані в 59 регіонах Росії, на їх реалізацію було виділено у вигляді безвідсоткових позик 787,97 мільйонів рублів. Серед основних інфраструктурних проектів фонду: всеросійський конкурс «Соціальний підприємець», Лабораторія соціального підприємництва, програма «Більше, ніж покупка», яка відкриває продукції соціальних підприємців дорогу в торгові мережі, премія «Імпульс добра». Окрім фінансової та організаційної допомоги, фонд надає соціальним підприємцям правову, консультаційну та інформаційну підтримку.
Фонд «Наше майбутнє» є членом Global Impact Investing Network (GIIN) і Asian Venture Philanthropy Network (AVPN). В 2020 році фонд зайняв 3 місце в рейтингу Forbes серед кращих благодійних фондів найбагатших росіян.
За словами Вагіта Алекперова, акції компанії «Лукойл», які йому належать, він заповів фонду «Наше майбутнє».

## Заснування
Фонд був заснований в 2007 році з ініціативи російського бізнесмена Вагіта Алекперова, який після його створення запросив Наталію Звєрєву бути директором фонду. Декларовані цілі — реалізація довгострокових соціально значимих програм і проектів, які працюють на принципах соціального підприємництва. На думку РБК, Фонд «Наше майбутнє» став одним з перших приватних фондів в Росії, який допомагає в створенні власного бізнесу інвалідам, багатодітним сім'ям, вихованцям дитячих будинків і тим, хто в громадському житті часто залишається незатребуваним.

## Діяльність

### Конкурси
З 2008 року Фонд проводить всеросійський конкурс проектів «Соціальний підприємець», в ході якого проводиться відбір соціальних проектів для надання адресної фінансової допомоги. Першим проектом соціального підприємництва, який отримав підтримку фонду, стала компанія «Обладунки», яка займається виробництвом ортопедичних систем для людей з пошкодженням спинного мозку — їм в підтримку було виділено 9,5 мільйонів рублів (4 мільйони перераховані безоплатно, а 5,5 мільйонів дані у формі безпроцентної позики на оборотні кошти строком на 2 роки). Станом на 2021 рік конкурс працює 13 років, і за цей час в ньому виграли грошові безвідсоткові позики 312 проекти з 59 регіонів Росії на загальну суму 787,97 мільйонів рублів. З 2018 року мінімальна величина позики, яка надавалась, була збільшена з 500 тисяч до 2 мільйонів рублів, а підприємці, які брали участь в конкурсі вперше, змогли претендувати на позики до 10 мільйонів рублів, нарівні з переможцями минулих років. Одночасно максимальний термін погашення позики зріс з 7 до 10 років. Також в 2018 році фонд оголосив про виділення в рамках конкурсу соціально-перетворюючих проектів позик в розмірі від 10 до 40 мільйонів рублів з грейс-періодом до 3 років. У 2021 році Фонд оголосив про трансформацію конкурсу «Соціальний підприємець» у відповідь на пропозиції Мінекономрозвитку щодо надання підтримки соціальним підприємцям, в тому числі через надання пільгових позик через державну систему мікрофінансових центрів. Заявлена мета трансформації конкурсу - надання допомоги ряду найбільш нужденних регіонів. В результаті конкурс був розділений на два: конкурс соціально-перетворюють проектів, переможцям якого надаються безвідсоткові позики на суму від 10 до 40 мільйонів рублів (30% від загального бюджету конкурсу) на придбання нерухомості та обладнання терміном до 10 років, і конкурс соціально-підприємницьких проектів, за підсумками якого видаються безвідсоткові позики на реалізацію проектів на суму від 3 до 7 мільйонів рублів терміном до 5 років. 
Фонд також надає підтримку соціальним підприємцям з розробки та просуванню на ринок франшизи їхнього соціального бізнесу. В даний час підтримку в розробці франшизи отримали: мережа оздоровчих садків повного дня «Сходинки», майстерні з ремонту інвалідних візків «Обсервер», є художні центри для дітей та дорослих «Чудеєво», мережа геріатричних центрів «Опіка», цілодобова служба соціальної допомоги інвалідам та людям похилого віку «Система Турбота».
З 2015 року фонд «Наше майбутнє» і МСП Банк підтримують всеросійський конкурс проектів в області соціального підприємництва «Кращий соціальний проект року», організований Російським державним соціальним університетом спільно з Міністерством економічного розвитку РФ.

### Премія «Імпульс добра»

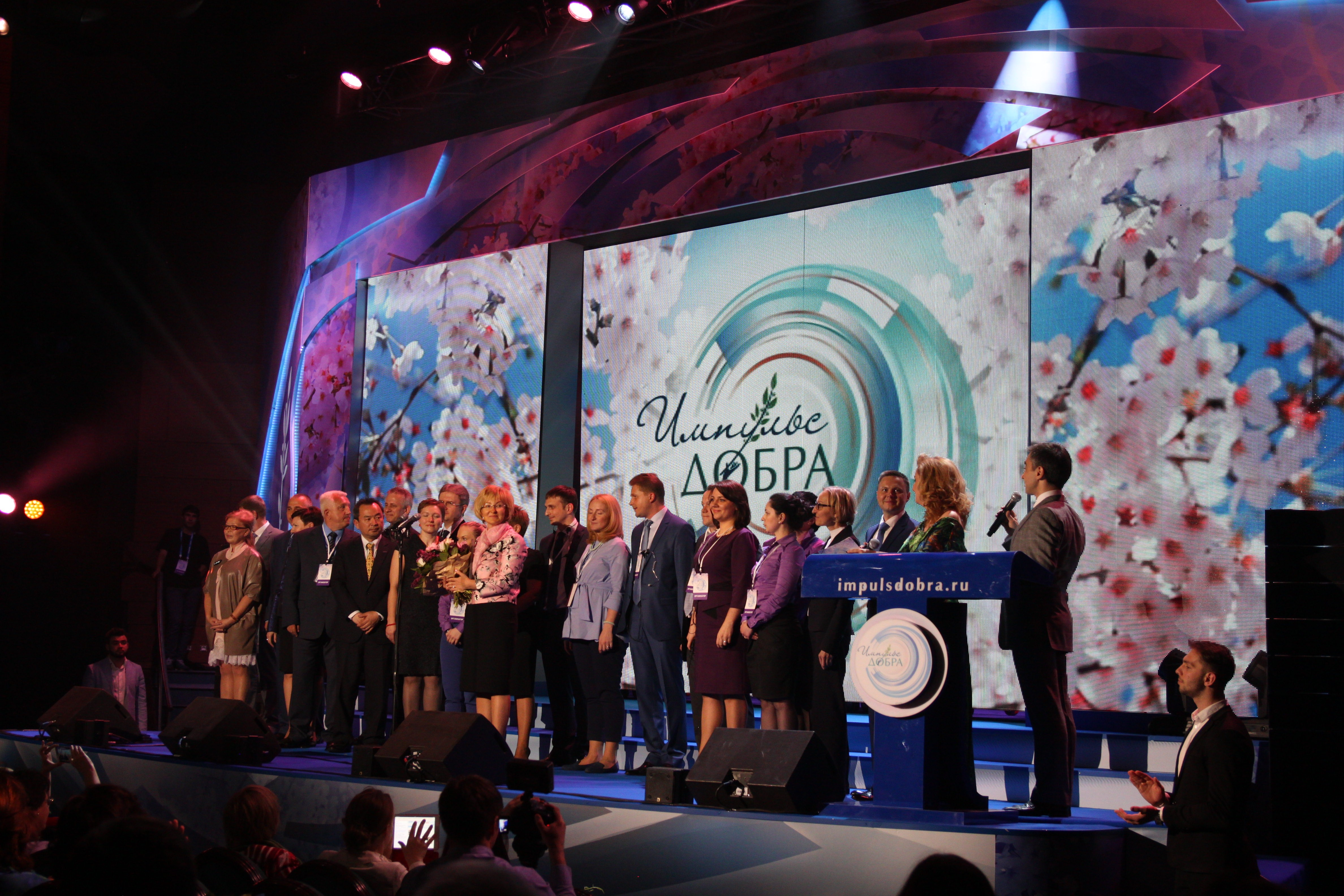
Церемонія вручення премії «Імпульс добра — 2015»

Щорічно Фонд вручає премію «Імпульс добра» за внесок в розвиток і просування соціального підприємництва в Росії. Премія заснована в 2011 році, з метою заохочення кращих вітчизняних соціальних підприємців та залучення уваги держави до питань розвитку соціального підприємництва на території Росії.
Перше нагородження відбулося в 2012 році. Премія присуджується в шести основних номінаціях:
- За особистий внесок у розвиток соціального підприємництва (нагороджується фізична особа)
- За системний підхід до соціального підприємництва (фізична або юридична особа)
- За кращу корпоративну програму з розвитку соціального підприємництва (юридична особа)
- За кращу регіональну програму підтримки соціального підприємництва (суб'єкт Російської Федерації) — номінація заснована Міністерством економічного розвитку Росії
- За краще висвітлення соціального підприємництва засобом масової інформації (нагороджується ЗМІ)
- За кращу російську освітню програму в сфері соціального підприємництва (освітня установа)

У 2015 році була введена спецномінації «За особистий внесок у розвиток соціального підприємництва в сфері культури». Переможцями в ній ставали актори: Євген Миронов (2015), Костянтин Хабенський (2016), Єгор Бероєв і Ксенія Алфьорова (2017), Сергій Безруков (2018). У 2019 номінацію не вручали.
У 2018 року премія вручалася в номінації — «За кращий проект соціального підприємництва в сфері цифрової економіки» (для фізичної або юридичної особи). На сьомій церемонії вручення премії «Імпульс добра» 4 жовтня 2018 відбулося підписання угоди між фондом «Наше майбутнє» та Фондом підтримки соціальних проектів. У тому ж році премія «Імпульс добра» посіла перше місце на церемонії Eventiada IPRA GWA в номінації «Кращий проект в області KCB».
У 2019 премія вручалася в новій номінації «Кращий стартап в сфері соціального підприємництва», а також в спецномінації «За перший випуск зелених облігацій в Росії». З прийняттям в Росії закону про соціальне підприємництво організаторами премії було зафіксовано зростання числа заявок на її отримання: 332 проти 230 роком раніше.
Гості церемонії мають можливість відвідати традиційну виставку інноваційних проектів соціальних підприємців. 
У зв'язку з пандемією COVID-19, прийнято рішення не проводити церемонію вручення премії «Імпульс добра» в 2020 році. З тих же причин наступне вручення премії відбулося в онлайн-форматі, 27 жовтня 2021 року. На премію було подано понад 200 заявок.
З моменту заснування премії її були удостоєні 101 лауреат більш ніж з 20 регіонів Росії.
На думку доктора економічних наук В.Ю. Кулькової, номінація «За кращу регіональну програму підтримки соціального підприємництва» премії «Імпульс добра» може використовуватися для офіційного визнання прогресивних регіональних практик в області розвитку соціального підприємництва в Росії.

### Антикризова підтримка
Засоби, зекономлені через скасування церемонії вручення премії «Імпульс добра» в 2020 році, Фонд направив на адресну підтримку 40 найбільш постраждалих від наслідків пандемії соціальних підприємств, з числа тих, яким підтримка вже надавалась раніше. Підтримка надається у формі грантів або викупу продукції, яка потім направляється на благодійні потреби. Всього на ці цілі було виділено 11,7 мільйона рублів.
Фонд також оголосив про відстрочку строком на 6 місяців на повернення раніше виданих позик для сумлінних позичальників, діяльність яких виявилася припинена в результаті пандемії.

### Більше, ніж покупка

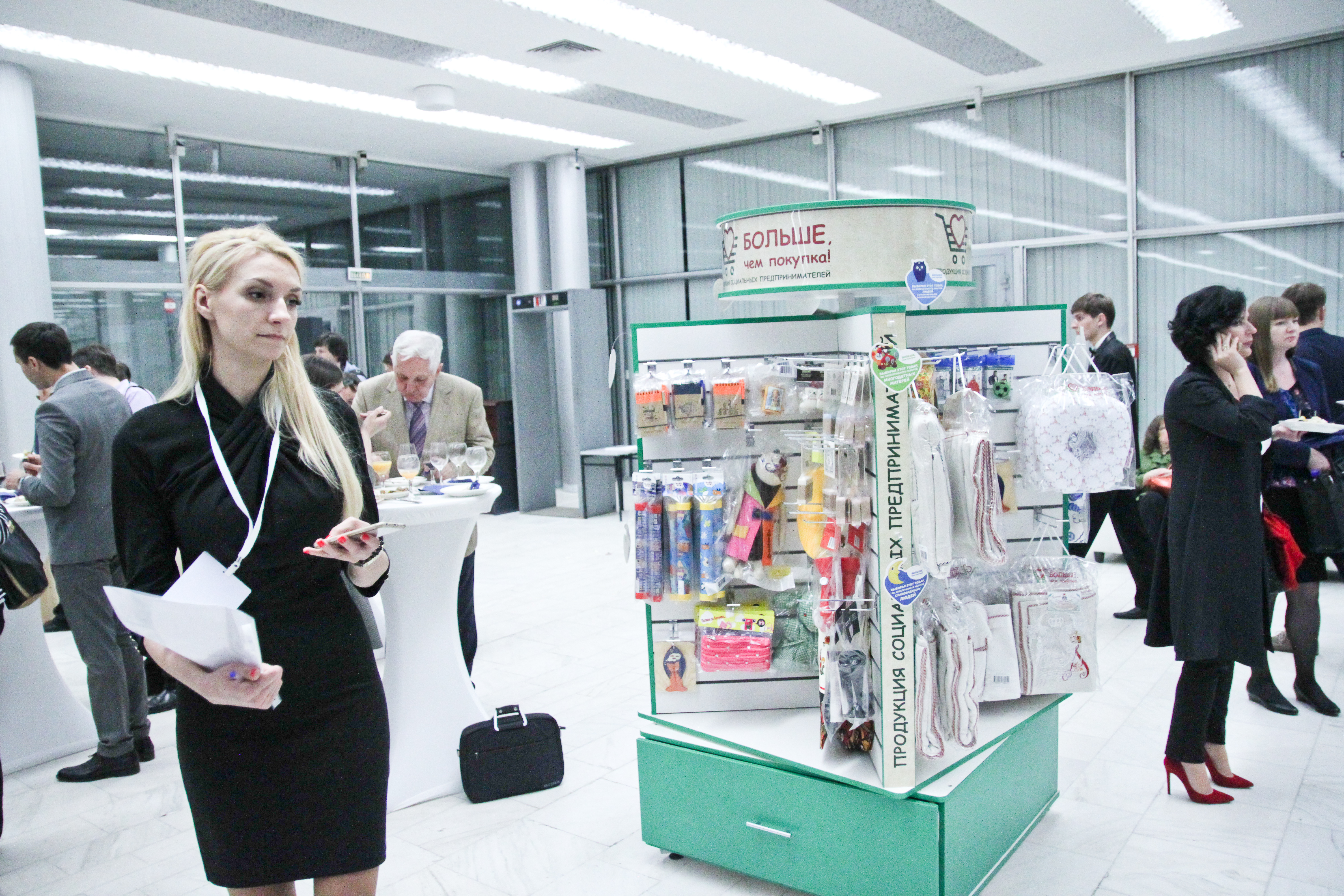
Стенд «Більше, ніж покупка!» на церемонії вручення премії «Імпульс добра», 2016

Для просування товарів російських соціальних підприємців у 2014 році Фонд «Наше майбутнє» спільно з компанією «Лукойл» запустив проект «Більше, ніж покупка!».
Проект запущений у формі конкурсу, переможці якого отримують можливість реалізовувати свої товари в магазинах мережі автозаправних станцій «Лукойл» в більшій частині регіонів Росії.
У магазинах перших двох АЗС відразу після старту програми в січні 2014 року можна було придбати валянки (які користувалися найбільшим попитом), повстяні сумки, подушки-трансформери, скатертини, рушники, фермерські молочні продукти, сувеніри та іншу продукцію, вироблену соціальними підприємствами «Веселий повсть», «Майстерня Чернікових», «Допомагати легко!», «Наївно? Дуже». Весь реалізований товар має спеціальне маркування. Асортимент змінюється в залежності від попиту.
До кінця 2014 року експеримент був визнаний успішним, і число автозаправних станцій, в торгових залах яких були розміщені стенди з виробами соціальних підприємців, було збільшено до 42 (в цілому по Росії).
До кінця 2016 року, за даними самого фонду, до проекту «Більше, ніж покупка!» було підключено 134 заправки в 14 регіонах Росії. У перспективі планується розширювати цю практику і підключити до проекту більше 3000 заправних станцій по всій країні.
В травні 2017 року проект «Більше, ніж покупка!» був удостоєний всеросійської премії «Добра справа», заснованої громадською організацією підприємців «Ділова Росія», в спеціальній номінації «За підтримку соціальних підприємців».
Станом на 2019 рік продукція бренду «Більше, ніж покупка» реалізується у 1550 точках продажу в 55 регіонах Росії, в проекті зайняті 55 постачальників і представлено 250 найменувань товарів.
У 2020 році, з метою створення інфраструктури ринку збуту продукції соціальних підприємців через інтернет, фонд «Наше майбутнє» підписав угоду з інтернет-платформою «Ярмарок Майстрів», найбільшим майданчиком продукції ручної роботи малих підприємств, індивідуальних підприємців і самозайнятого населення.
Під час пандемії COVID-19 проект налагодив випуск одноразових медичних масок і рукавичок.
У 2021 році, за власними даними фонду, в рамках проекту діяло вже близько 2 тисяч торгових точок. За рік було реалізовано товарів на суму більш ніж 150 млн рублів, підтримано 35 виробників з числа соціальних підприємців, у тому числі 8 підприємств Всеросійського товариства сліпих.

### Лабораторія соціального підприємництва
Лабораторія соціального підприємництва була створена Фондом «Наше майбутнє» в 2014 році з метою формування нових інструментів підтримки і розвитку соціального бізнесу в Росії, з червня 2014 року веде освітню діяльність. Заявлена місія Лабораторії — допомога у створенні та розвитку соціального бізнесу. Лабораторія проводить безкоштовне і платне навчання для початківців і вже діючих соціальних підприємців. Відеозаписи безкоштовних дистанційних курсів і семінарів розміщуються на каналі YouTube.
За власними даними, охоплення освітніх курсів і вебінарів Лабораторії соціального підприємництва становить 130 000 осіб. З 2014 року пройшло 150 вебінарів, 26 очних заходів і 15 тематичних курсів, залучено 100 тренерів.
У 2017 році Лабораторія соціального підприємництва перемогла в номінації «Кращий проект в області корпоративних комунікацій» і зайняла 3-е місце в номінації «Кращий громадський проект» міжнародного конкурсу комунікаційних проектів Eventiada IPRA GWA 2017.

### Робота з регіонами Росії
В 2012 році фонд посприяв розвитку в Вологодській області інтересу до соціального підприємництва, за його сприяння 10 соціальних проектів Вологодської області отримали гранти для розвитку.
У лютому 2012 року фонд спільно з міністерством економіки і торгівлі Калмикії провів в республіці конкурс проектів соціального підприємництва «Ярмарок соціальних ідей», переможцям якого надали можливість участі у другому турі конкурсу «Соціальний підприємець-2012».
Фонд регулярно проводить загальноросійські та регіональні зльоти соціальних підприємців. Перший загальноросійський зліт відбувся 25 квітня 2012 року.
У 2014 році фонд підтримав соціальне підприємництво в Волгоградській області, підписавши тристоронню угоду між фондом «Наше майбутнє», Міністерством економіки, зовнішньоекономічної діяльності та інвестицій Волгоградської області і Центром консалтингу та аутсорсингу «Наше майбутнє», про підтримку соціального підприємництва в цьому регіоні.
19 березня 2015 року стало відомо, що фонд спільно з організацією «Міжнародний форум лідерів бізнесу» підписали угоду, метою якої є просування менторства в соціальному підприємництві з метою його розвитку. Метою угоди є організація і подальше проведення різних спільних заходів. Іншими цілями угоди є обмін досвідом і просування ініціатив партнера. Для початку результати угоди планується спробувати в спільному проекті в Пермському краї, потім передбачається розгорнути співробітництво в інших регіонах.
Восени 2016 року був запущений пілотний проект з розвитку соціального інвестування в Югрі. Проект став частиною комплексної моделі розвитку соціального підприємництва в Югрі, що включила в себе набір нормативних та інших документів, інструментів і механізмів, що забезпечують розвиток і підтримку соціальних проектів, взаємодію підприємницької спільноти з органами влади. В результаті були знайдені 30 інвесторів, які висловили готовність профінансувати 8 регіональних проектів у сфері соціального підприємництва на загальну суму в 115,6 мільйонів рублів. Розробники проекту планують розповсюдити його на інші суб'єкти Російської Федерації в 2019 році.
Фонд «Наше майбутнє» виступає партнером Форуму соціальних інновацій регіонів. Другий форум відбувся в Красногорську 8-9 червня 2017 року.
Також в Красногорську, в Будинку Уряду Московської області, 16 травня 2018 року відбувся найбільший всеросійський зліт соціальних підприємців, орієнтований на соціальних підприємців — виробників товарів, і на який вперше були запрошені представники ритейлу.
18 квітня 2019 року фонд підписав угоду про співпрацю з урядом Ямало-Ненецького автономного округу.

### Співпраця з великим бізнесом і держструктурами
У липні 2013 фонд підписав угоду про підтримку соціального підприємництва спільно з організацією «Опора Росії» і банком «УРАЛСИБ».
У травні 2015 фонд спільно з компанією «Норнікель» взяв участь в доопрацюванні 15 бізнес-проектів, метою яких є усунення соціальних проблем мешканців Заполяр'я.
В кінці 2017 року були підведені підсумки першого грантового конкурсу «Дій без кордонів» — спільного проекту пивоварної компанії «Балтика», що стала ініціатором комплексної програми підтримки інвалідів, і фонду «Наше майбутнє», який виступив організатором конкурсу. Серед соціальних підприємців-початківців фінансову підтримку отримали 9 проектів з 6 регіонів Росії на загальну суму понад 3,4 млн рублів. Серед діючих підприємців фінансову підтримку отримали 7 проектів з 7 регіонів Росії на загальну суму понад 2,7 млн рублів. Крім грантової підтримки, в рамках програми проводиться тематична Онлайн-школа соціального підприємництва для навчання підприємців-початківців створенню і розвитку соціального бізнесу, спрямованого на підтримку людей з інвалідністю.
У квітні 2019 року фонд «Наше майбутнє» та найбільша російська нафтохімічна компанія «Сибур» запустили спільну комплексну програму підтримки і розвитку соціального підприємництва в Тобольську і Тобольському районі. Програма проходила у вигляді грантового конкурсу серед соціальних підприємців регіону і тривала до кінця 2019 року. Надалі «Наше майбутнє» та «Сибур» продовжували співробітництво.
У липні 2019 року фонд «Наше майбутнє» та Корпорація з розвитку малого та середнього підприємництва (Корпорація МСП) уклали партнерську угоду, предметом якого стала можливість отримання соціальними підприємцями гарантії по позиці від Корпорації МСП. Гарантія розглядається Фондом як додаткове забезпечення по позиці.

### Освітня та консультаційна діяльність
Фонд «Наше майбутнє» уклав більше 20 угод про підтримку соціального підприємництва з вищими навчальними закладами Росії. Серед них:
| №  | регіон                  | місто           | організація                                                            | рік  |
| -- | ----------------------- | --------------- | ---------------------------------------------------------------------- | ---- |
| 1  | Санкт-Петербург         | Санкт-Петербург | Вища школа менеджменту СПбДУ                                           | 2010 |
| 2  | Москва                  | Москва          | Російський державний соціальний університет                            | 2014 |
| 3  | Нижньогородська область | Нижній Новгород | Нижньогородський університет ім. М. І. Лобачевського                   | 2014 |
| 4  | Республіка Татарстан    | Казань          | Казанський федеральний (Поволжський) університет                       | 2015 |
| 5  | Красноярський край      | Красноярськ     | Сибірський федеральний університет                                     | 2015 |
| 6  | Архангельська область   | Архангельськ    | Північний (Арктичний) федеральний університет                          | 2015 |
| 7  | Ставропольський край    | Ставрополь      | Північно-Кавказький федеральний університет                            | 2015 |
| 8  | Білгородська область    | Білгород        | Білгородський державний національний дослідницький університет         | 2015 |
| 9  | Новосибірська область   | Новосибірськ    | Новосибірський державний університет економіки та управління           | 2015 |
| 10 | Свердловська область    | Єкатеринбург    | Уральський федеральний університет імені Б. М. Єльцина                 | 2015 |
| 11 | Ростовська область      | Ростов-на-Дону  | Північно-Кавказький інститут філіал РАНХіГС                            | 2015 |
| 12 | Республіка Комі         | Сиктивкар       | Комі республіканська академія держ. служби і управління ДОУ ВО         | 2016 |
| 13 | Москва                  | Москва          | Російський економічний університет імені Плеханова                     | 2016 |
| 14 | Москва                  | Москва          | Інститут Соціального проектування, НДІ ФДБОУ «РЕУ ім. Г. В. Плеханова» | 2016 |
| 15 | Ростовська область      | Ростов-на-Дону  | Південний федеральний університет                                      | 2016 |
| 16 | Пермський край          | Перм            | Пермський державний національний дослідницький університет ВШЕ         | 2017 |
| 17 | Іркутська область       | Іркутськ        | Іркутський державний університет                                       | 2017 |
| 18 | Кіровська область       | Кіров           | Вятський державний університет                                         | 2018 |
| 19 | Республіка Калмикія     | Еліста          | Калмицький державний університет                                       | 2018 |
| 20 | Краснодарський край     | Сочі            | Сочинський державний університет                                       | 2018 |
| 21 | Волгоградська область   | Волгоград       | Волгоградський державний університет                                   | 2019 |
| 22 | Астраханська область    | Астрахань       | Астраханський державний університет                                    | 2020 |

У вузах викладаються експериментальні курси соціального підприємництва, а також впроваджуються освітні програми, розроблені за участю Фонду. Передбачається включення цих програм в освітній стандарт для навчання соціальному підприємництву на базі вищої школи.
Фонд також виступив співорганізатором однієї зі шкіл соціального підприємництва (в Сургуті).
У травні 2018 року фонд «Наше майбутнє» та російське товариство «Знання» підписали угоду про «поширення знань в галузі соціального підприємництва».
У 2020 році фонд підписав угоду з «Агентством мережевих інновацій», експериментальним мережевим майданчиком додаткової, передпрофесійної підготовки і професійної освіти для школярів, організованого Російською академією освіти і Федеральним інститутом розвитку освіти РАНХіГС.
Фонд надає всебічну консультаційну підтримку соціальним підприємцям, спектр якої розширився після прийняття в Росії закону про соціальне підприємництво. З грудня 2019 року на сайті фонду діє онлайн-помічник щодо вступу до реєстру соціальних підприємців. Фонд поширює брошури, присвячені цьому питанню, а з квітня 2020 року проводить телефонні консультації.
Під час пандемії COVID-19 в Росії фонд проводив для соціальних підприємців двотижневий навчальний онлайн-марафон «Як перевести бізнес в онлайн».

### Міжнародна співпраця

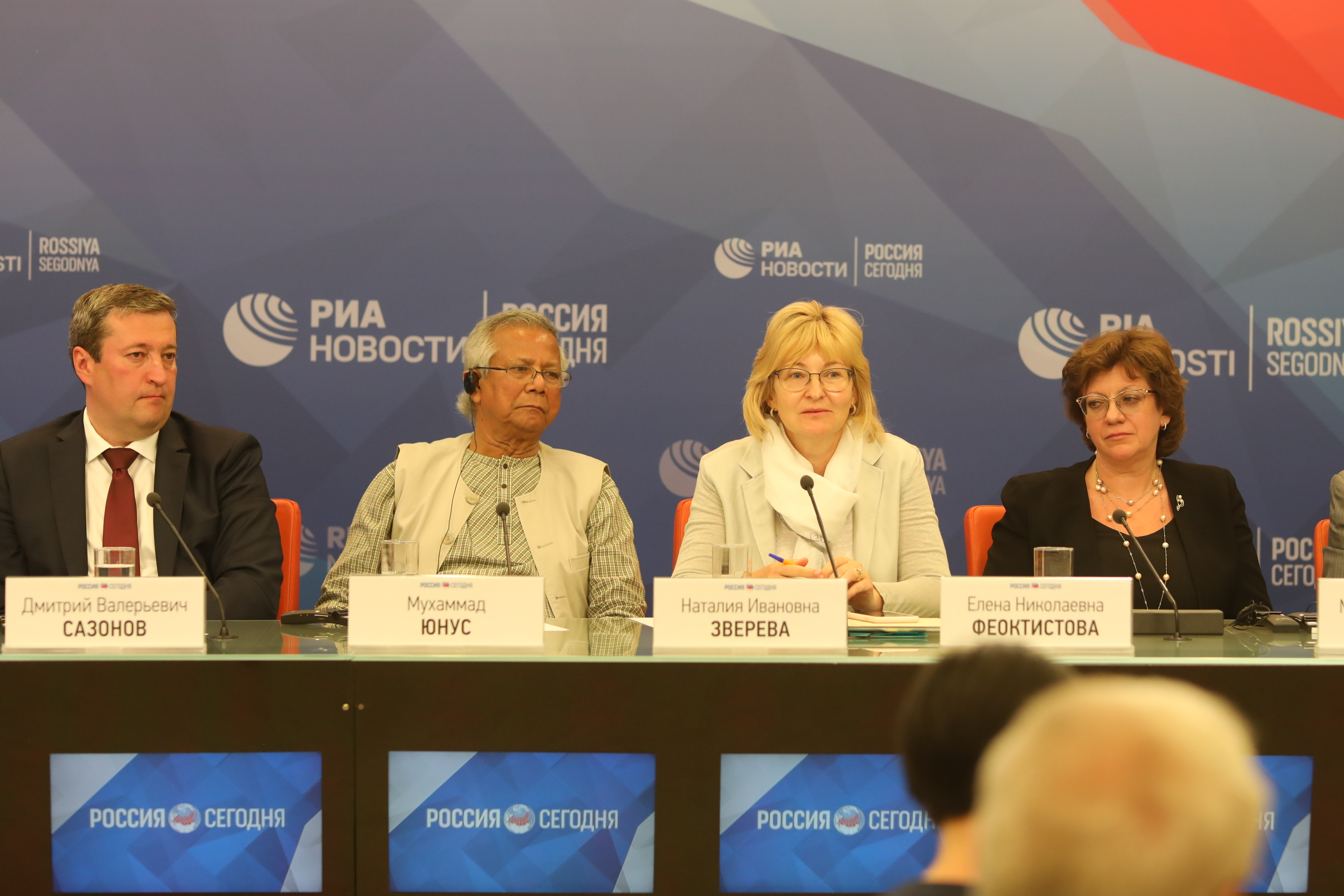
Прес-конференція, організована фондом «Наше майбутнє», за участю нобелівського лауреата Мохаммада Юнуса, 2 липня 2019

У квітні 2016 року Фонд «Наше майбутнє» та Республіканська конфедерація підприємництва (Республіка Білорусь) підписали меморандум про співпрацю. Аналогічний меморандум було підписано в травні 2016 року з Фондом «Євразія Центральної Азії» (ФЕЦА), що є лідером в просуванні соціального підприємництва в Казахстані.
За межами пострадянського простору Фонд співпрацює з організаціями та експертами з Великої Британії, Італії, Південної Кореї, США, Німеччини, Китаю, Сінгапуру. У жовтні 2013 року Фонд провів першу міжнародну конференцію «Соціальні інновації» в Москві. У жовтні 2017 року відбулася друга міжнародна конференція «Соціальні інновації: визначаємо майбутнє». Найбільш тісні контакти склалися між Фондом і Центром управління соціальними підприємствами Південної Кореї.
Влітку 2019 року Фонд організував візит до Москви лауреата Нобелівської премії миру, соціального підприємця Мохаммада Юнуса. В рамках візиту відбулася прес-конференція з підбиттям підсумків Міжнародного дня соціального бізнесу та презентація книги Юнуса «Світ трьох нулів».

### Інтернет-проекти
Фонд створив і підтримує два тематичних портали: «Новий бізнес: соціальне підприємництво» (nb-forum.ru), що висвітлює діяльність соціальних підприємств і підприємців в Росії і в світі, а також портал «Банк соціальних ідей» (social-idea.ru), що містить інформацію про ідеї соціальних підприємств — вже реалізованих або готових до реалізації.

### Дослідницька та видавнича діяльність
У листопаді 2014 року було презентовано каталог «Соціальне підприємництво Росії», створення якого було підтримано фондом. 3 березня 2015 року електронна версія каталогу була викладена для вільного скачування. У січні 2016 року побачило світ друге, розширене видання каталогу, яке було складене за підсумками 2015 року. У третє видання каталогу, опубліковане в березні 2017 року, увійшло 436 соціальних підприємств, які працюють на території Росії. Фонд «Наше майбутнє» також підтримав випуск каталогу «Соціальне підприємництво Росії» на 2018 і 2019 роки.
Фонд активно співпрацює з видавництвом «Альпіна Паблішер». У різні роки за підтримки фонду було видано переклади популярних книг про соціальне підприємництво Девіда Борнштейна, Крейга Дарден-Філліпса, Джилла Кікала і Томаса Лайонса, Лестера Саламона. У 2015 році побачив світ посібник «Створення успішного соціального підприємства» авторства Наталії Звєревої. У 2016 році за підтримки фонду було видано книгу про соціальне підприємництво в Південній Кореї, а також брошуру експерта фонду Сергія Пономарьова «Російські та американські практики підтримки соціального підприємництва».
У 2017 році фонд «Наше майбутнє» розпочав співпрацю з видавництвом «Політична енциклопедія» (РОССПЕН). Першим спільним проектом стала книга «Соціально-перетворюючі інвестиції. Як ми змінюємо світ і заробляємо гроші» авторства Ентоні Багг-Левіна і Джеда Емерсона, провідних експертів в області інвестицій соціального впливу.
У тому ж році у видавництві «Манн, Іванов і Фербер» вийшла книга «Дельфіни капіталізму» — спільний проект фонду «Наше майбутнє» та лабораторії «Одного разу» Дмитра Соколова-Митрича. У книгу включені «10 історій про людей, які зробили все не так і досягли успіху». Серед її героїв: Роман Аранін («Обсервер»), Олексій Маврин («Опіка»), Наталія Нікітіна (музей «Коломенська пастила» і «Місто-музей» в Коломні), Олександр Мещанкін (центр молодіжного туризму «Росомаха») та інші . У 2020 році проект був продовжений — в книгу «Дельфіни капіталізму 2» увійшли історії ще 8 успішних стартапів, серед яких «ВкусВилл», «Кнопка життя» і «Моторика».
Влітку 2018 року за підтримки фонду у видавництві «Ексмо» вийшла книга Роджера Мартіна і Саллі Осберг «Виходячи за рамки кращого: Як працює соціальне підприємництво». Передмову до російського видання написала директор фонду «Наше майбутнє» Наталія Звєрева.
В кінці 2019 року фондом, за підтримки Міністерства економічного розвитку Російської Федерації, була опублікована у відкритому доступі книга Атлас практик розвитку соціального підприємництва суб'єктами РФ"", за авторством Н. І. Звєрєвої. На 2020 рік заплановано видання друкованої версії книги.
У 2020 році фонд «Наше майбутнє» спільно з НДУ ВШЕ провів і оприлюднив дослідження «Світовий досвід розвитку імпакт-інвестицій». У дослідженні, що тривало 11 місяців, було проаналізовано та узагальнено досвід 17 країн в галузі соціального підприємництва та імпакт-інвестицій.
Восени 2020 року за підтримки фонду у видавництві «Ексмо» вийшла книга експерта в області імпакт-інвестицій Морган Саймон «Реальний вплив. Як інвестиції допомагають побудувати кращий світ».

## Рейтинги
У 2020 році фонд «Наше майбутнє» зайняв 3 місце в рейтингу Forbes «20 кращих благодійних фондів найбагатших росіян». Роком раніше фонд був в тому ж рейтингу на 8-й позиції. В 2021 році Forbes опублікував рейтинг втретє, і фонд «Наше майбутнє» зайняв в ньому 6 рядок, набравши 63,8 балів з 100 можливих. Засновнику фонду Вагіту Алекперову була вручена премія «Філантроп року» за підтримку соціального підприємництва.
У 2021 році фонд «Наше майбутнє» був удостоєний EVPA Data Transparency Label 2021 («Знака прозорості даних» від Європейської асоціації венчурної філантропії) «за активну участь в дослідженнях».